# Fivebrane-Gruppe
Eine Fivebrane-Gruppe (deutsch Fünfbranen-Gruppe) ist in den mathematischen Teilgebieten der Algebraischen Topologie und Differentialtopologie eine topologische Gruppe, welche im Whitehead-Turm einer orthogonalen Gruppe auftaucht, also aus dieser durch Entfernung von Homotopiegruppen von unten entsteht. Die Fivebrane-Gruppe ist darin die 7-zusammenhängende Überlagerung der 3-zusammenhängenden String-Gruppe und wird selbst von der 11-zusammenhängenden Ninebrane-Gruppe überlagert:
{\displaystyle \ldots \rightarrow \operatorname {Ninebrane} (n)\rightarrow \operatorname {Fivebrane} (n)\rightarrow \operatorname {String} (n)\rightarrow \operatorname {Spin} (n)\rightarrow \operatorname {SO} (n)\rightarrow \operatorname {O} (n).}
Üblicherweise wird die Fivebrane-Gruppe erst ab {\displaystyle n\geq 9} betrachtet, da sich dann die entfernte Homotopiegruppe im Muster der Bott-Periodizität stabilisiert. Fivebrane-Gruppen sind unendlichdimensional und daher insbesondere keine Lie-Gruppen, haben aber durch Kombination mit Höherer Kategorientheorie die Struktur von 6-Gruppen. Zudem ermöglichen Fivebrane-Gruppen eine tangentiale Struktur, welche Fivebrane-Struktur genannt wird. Ihre Benennung stammt von der Verwendung in der M-Theorie, einer gemeinsamen Verallgemeinerung von fünf Stringtheorien, insbesondere bei der Beschreibung von M5-Branen.

## Definition
Im Whitehead-Turm eines topologischen Raumes {\displaystyle X} wird die {\displaystyle n}-fache Überlagerung auch als {\displaystyle X\langle n+1\rangle } bezeichnet. Mit dieser Notation sei:
{\displaystyle \operatorname {Fivebrane} (n):=\operatorname {O} (n)\langle 8\rangle }
{\displaystyle \operatorname {Fivebrane} :=\operatorname {O} \langle 8\rangle =\lim _{n\rightarrow \infty }\operatorname {Fivebrane} (n)}
Da der klassifizierende Raum sämtliche Homotopiegruppen eins hinauf verschiebt ist hier insbesondere:
{\displaystyle \operatorname {BFivebrane} (n)=\operatorname {BO} (n)\langle 9\rangle }
{\displaystyle \operatorname {BFivebrane} =(\operatorname {BO} )\langle 9\rangle }
Ganz allgemein sind in Whitehead-Türmen sämtliche Abbildungen jeweils Faserbündel mit Eilenberg-MacLane-Räumen als Fasern, nämlich genau für die entfernte Homotopiegruppe in genau einem Grad weniger. Im Fall der Fivebrane-Gruppe und der nächstniedrigeren Gruppe im Whitehead-Turm, nämlich der String-Gruppe, ergeben sich zusätzlich mit Anwendung des klassifizierenden Raumes, welche den Grad des Eilenberg-MacLane-Raumes einen Grad hinauf schiebt, sowie der Komplexifizierung im stabilen Fall die Faserbündel:
{\displaystyle K(\mathbb {Z} ,6)\rightarrow \operatorname {Fivebrane} \rightarrow \operatorname {String} ;}
{\displaystyle K(\mathbb {Z} ,7)\rightarrow \operatorname {BFivebrane} \rightarrow \operatorname {BString} ;}
{\displaystyle K(\mathbb {Z} ,7)\rightarrow (\operatorname {BU} )\langle 10\rangle \rightarrow (\operatorname {BU} )\langle 8\rangle .}